# توری (سرده)
توری (نام علمی: Lagerstroemia) نام یک سرده از تیره حناییان است.